# D.J. Smith
Darryl Devon Smith Jr., detto D.J. (Charlotte, 24 febbraio 1989), è un giocatore di football americano, di nazionalità statunitense, che gioca nel ruolo di linebacker per i San Diego Chargers della National Football League (NFL). Fu scelto nel corso del sesto giro (186º assoluto) del Draft NFL 2011 dai Green Bay Packers. Al college ha giocato a football alla Appalachian State University.

## Carriera professionistica

### Green Bay Packers
Smith fu scelto nel corso del sesto giro del Draft 2011 dai Green Bay Packers. Nella sua stagione da rookie, il giocatore disputò tutte le 16 gare della stagione regolare, tre delle quali come titolare, mettendo a segno 41 tackle e un intercetto.
Il 13 settembre 2012, nella seconda gara della stagione contro gli storici rivali dei Chicago Bears, Smith mise a segno il primo sack in carriera ai danni di Jay Cutler. Nella settimana 5 contro gli Indianapolis Colts Smith guidò la squadra con 9 tackle e un sack su Andrew Luck. Il 24 aprile 2013 fu svincolato dopo aver fallito un test fisico.

### San Diego Chargers
Il 25 aprile 2013, Smith firmò coi San Diego Chargers.

## Vittorie e premi
Nessuno

## Statistiche
| Partite totali      | 22  |
| Partite da titolare | 9   |
| Tackle totali       | 82  |
| Sack                | 2,0 |
| Intercetti          | 1   |

Statistiche aggiornate alla stagione 2012